# حسین‌آباد (نجف‌آباد)
حسین‌آباد، روستایی از توابع مهردشت شهرستان نجف آباد می باشد.

## جمعیت
این روستا در دهستان حسین‌آباد قرار دارد و براساس سرشماری مرکز آمار ایران در سال ۱۳۸۵، جمعیت آن ۲٬۸۶۲ نفر (۷۲۰خانوار) بوده است.